# Liste der Abgeordneten zum Krainer Landtag (I. Gesetzgebungsperiode)

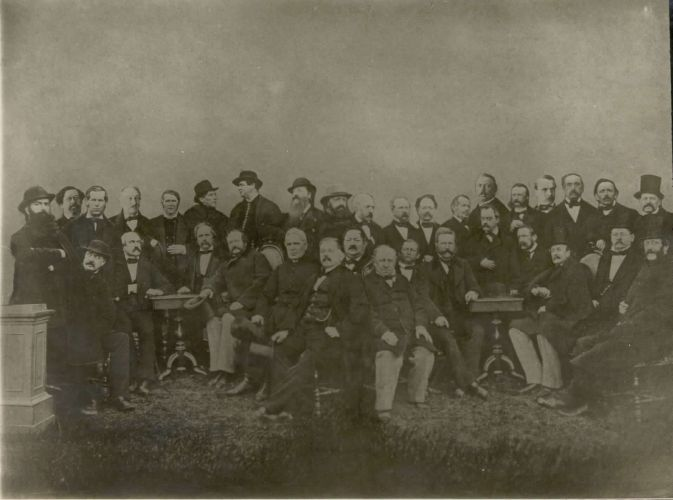
Die Abgeordneten des Landtags 1862

Diese Liste der Abgeordneten zum Krainer Landtag (I. Gesetzgebungsperiode) listet alle Abgeordneten zum Krainer Landtag des Kronlandes Krain in der II. Gesetzgebungsperiode auf. Die Gesetzgebungsperiode umfasste nur kurze Zeit im Jahr 1867.

## Wahlen und Sessionen
Die Wahlen für den neu geschaffenen Landtag fanden am 21. März 1861 (Kurie der Landgemeinden), 26. März 1861 (Kurie der Industrie- und Handelskammer bzw. der Städte und Märkte) sowie am 28. März 1861 (Kurie der Großgrundbesitzer) statt. Die Angelobung erfolgte in der ersten Sitzung am 1. April 1861. Der Landtag wurde mit dem kaiserlichen Patent vom 2. Jänner 1867 aufgelöst.
Die Landtagsperiode gliederte sich in fünf Sessionen:
- I. Session vom 6. April 1861 bis zum 26. April 1861 (9 Sitzungen)
- II. Session vom 3. Jänner 1863 bis 31. März 1863 (40 Sitzungen)
- III. Session: vom 2. März 1864 bis zum 15. April 1864 (21 Sitzungen)
- IV. Session: vom 23. November 1865 bis zum 14. Februar 1866 (27 Sitzungen)
- V. Session: vom 19. November 1866 bis zum 29. Dezember 1866 (16 Sitzungen)

## Landtagsabgeordnete
Der Landtag umfasste 37 Abgeordnete. Dem Landtag gehörten dabei 10 Vertreter des Großgrundbesitzes, 2 Vertreter der Handels- und Gewerbekammer Laibach, 8 Vertreter der Städte und 16 Vertreter der Landgemeinden. Hinzu kam die Virilstimme des Bischofs von Laibach.
Die Tabelle enthält im Einzelnen folgende Informationen:
| Name:       | Name des Abgeordneten |
| Wahlklasse: | Die dem Klassenwahlrecht entsprechende Wahlklasse bzw. Kurie: I. Wahlklasse = Virilstimme (Bischof von Laibach); II: Adelige des Großen Grundbesitzes; III: Handels- und Gewerbekammer; IV: Zensuswahlklasse unterteilt nach Städten/Orten bzw. Landgemeinden |
| Region:     | Die im Wahlbezirk enthaltenen Städte bzw. Gerichtsbezirke (Landgemeindewahlbezirke) |

| Name                          | Wahlklasse                 | Region                                                                | |
| ----------------------------- | -------------------------- | --------------------------------------------------------------------- | --- |
| Ambrož Mihael                 | Städte und Märkte          | Adelsberg, Oberlaibach, Laas                                          | starb am 26. März 1864                                                                                   |
| Apfaltrer von Apfaltrern Otto | Großgrundbesitz            |                                                                       | |
| Auersperg Gustav              | Großgrundbesitz            |                                                                       | Mandatsverzicht am 17. November 1865                                                                     |
| Bleiweis Janez                | Landgemeinden              | Laibach Umgebung, Oberlaibach                                         | |
| Brolich Johann                | Städte und Märkte          | Neumarktl, Radmannsdorf, Stein                                        | |
| Codelli Anton                 | Großgrundbesitz            |                                                                       | Mandatsverzicht am 19. November 1866                                                                     |
| Costa Etbin Henrik            | Landgemeinden              | Adelsberg, Plaina, Senosetsch, Laas, Feistritz                        | ab 30. Mai 1864 als Nachfolger von Vilhar                                                                |
| Debevec Josef                 | Handels- und Gewerbekammer |                                                                       | ab 16. Oktober 1866                                                                                      |
| Derbič Jožef                  | Landgemeinden              | Krainburg, Neumarktl, Bischoflack                                     | ab 2. April 1861, nachdem Johann Bleiweis ein Mandat in einem anderen Wahlkreis annahm                   |
| Deschmann Karl                | Städte und Märkte          | Idria                                                                 | |
| Golob Matija                  | Landgemeinden              | Krainburg, Neumarktl, Bischoflack                                     | Mandatsverzicht am 27. November 1866, seine Nachwahl blieb mangels absoluter Stimmenmehrheit resultatlos |
| Gutmannsthal Ludwig           | Großgrundbesitz            |                                                                       | folgte ab 5. Jänner 1866 Gustav Auersperg nach                                                           |
| Guttmann Johann               | Städte und Märkte          | Laibach                                                               | |
| Horak Johann                  | Handels- und Gewerbekammer |                                                                       | ab 2. Dezember 1865, Mandatsverzicht am 27. Jänner 1866, ab 16. Oktober 1866 erneut nach Wiederwahl      |
| Kappelle Johann               | Landgemeinden              | Tschernembl, Möttling                                                 | ab 19. April 1861 als Nachfolger von Leser                                                               |
| Klemenčič Ignacij             | Landgemeinden              | Treffen, Sittich, Seisenberg, Nassenfuß, Littai, Ratschach            | |
| Koren Matthias                | Landgemeinden              | Adelsberg, Plaina, Senosetsch, Laas, Feistritz                        | Aberkennung des Mandats nach Verurteilung am 17. März 1864                                               |
| Kosler Johann                 | Städte und Märkte          | Gottschee, Reifnitz                                                   | |
| Kromer Franz                  | Landgemeinden              | Gottschee, Reifnitz, Großlaschitz                                     | |
| Langer Franz                  | Großgrundbesitz            |                                                                       | |
| Leser Anton                   | Landgemeinden              | Tschernembl, Möttling                                                 | Mandatsverzicht am 3. April 1861                                                                         |
| Lokar Konrad                  | Städte und Märkte          | Krainburg, Bischoflack                                                | |
| Luckmann Lambert              | Handels- und Gewerbekammer |                                                                       | trat am 22. November 1865 zurück                                                                         |
| Margheri Albin                | Großgrundbesitz            |                                                                       | ab 3. Dezember 1866                                                                                      |
| Mulley Alois                  | Landgemeinden              | Wippach, Idria                                                        | |
| Oberesa Karl                  | Landgemeinden              | Laibach Umgebung, Oberlaibach                                         | |
| Pinter Matija                 | Landgemeinden              | Gottschee, Reifnitz, Großlaschitz                                     | Mandatsverzicht am 6. März 1863                                                                          |
| Recher Nikolaus               | Städte und Märkte          | Laibach                                                               | |
| Rozman Anton                  | Landgemeinden              | Treffen, Sittich, Seisenberg, Nassenfuß, Littai, Ratschach            | |
| Rudesch Franz                 | Großgrundbesitz            |                                                                       | ab 3. Dezember 1866                                                                                      |
| Rudesch Josef                 | Großgrundbesitz            |                                                                       | |
| Schloissnigg Johann Nepomuk   | Städte und Märkte          | Adelsberg, Oberlaibach, Laas                                          | folgte am 28. Juni 1864 Mihael Ambrož nach                                                               |
| Seunig Vincenz                | Handels- und Gewerbekammer |                                                                       | ab 2. Dezember 1865, Mandatsverzicht am 12. Jänner 1866                                                  |
| Stedel Johann                 | Landgemeinden              | Treffen, Sittich, Seisenberg, Nassenfuß, Littai, Ratschach            | folgte am 20. Oktober 1862 Ullepitsch nach                                                               |
| Strahl Eduard von             | Großgrundbesitz            |                                                                       | Mandatsverzicht am 30. September 1866                                                                    |
| Suppan Josef                  | Städte und Märkte          | Rudolfswert, Weichselburg, Tschernembl, Möttling, Landstraß, Gurkfeld | |
| Svetec Luka                   | Landgemeinden              | Gottschee, Reifnitz, Großlaschitz                                     | folgte am 30. April 1863 Pinder nach                                                                     |
| Tomann Johann                 | Landgemeinden              | Stein, Egg                                                            | ab 2. April 1861, nachdem Johann Bleiweis ein Mandat in einem anderen Wahlkreis annahm                   |
| Tomann Lovro                  | Landgemeinden              | Radmannsdorf, Kronau                                                  | |
| Treo Santo                    | Landgemeinden              | Treffen, Sittich, Seisenberg, Nassenfuß, Littai, Ratschach            | Mandatsverzicht am 3. März 1863                                                                          |
| Tumbart Julius                | Großgrundbesitz            |                                                                       | |
| Ullepitsch Karl               | Landgemeinden              | Treffen, Sittich, Seisenberg, Nassenfuß, Littai, Ratschach            | folgte am 30. Juni 1863 Treo nach, starb am 23. Juli 1862                                                |
| Vilhar Miroslav               | Landgemeinden              | Adelsberg, Plaina, Senosetsch, Laas, Feistritz                        | |
| Widmer Bartholomäus           | Großgrundbesitz            |                                                                       | |
| Wurzbach Karl von             | Großgrundbesitz            |                                                                       | |
| Zagorc Jožef                  | Landgemeinden              | Rudolfswerth, Landstraß, Gurkfeld                                     | |
| Zois von Edelstein Anton      | Großgrundbesitz            |                                                                       | |
| Zois von Edelstein Michael    | Handels- und Gewerbekammer |                                                                       | trat am 16. November 1865 zurück                                                                         |